# Le Grand Fossé
Le Grand Fossé est le vingt-cinquième album de la bande dessinée Astérix, publié en juin 1980, scénarisé et dessiné par Albert Uderzo.

## Résumé
Un autre village gaulois que celui d'Astérix est divisé en deux camps ennemis, chacun mené par son propre chef : Tournedix est le chef de la moitié gauche du village, Ségrégationnix celui de la moitié droite. Le village lui-même est coupé en deux par un large fossé. Durant ce conflit, Acidenitrix, conseiller mal intentionné de Ségrégationnix et qui dégage une forte odeur de hareng, projette de faire appel aux Romains pour soumettre l'autre moitié du village, et secrètement prendre ensuite la place des chefs. Fanzine, fille de Ségrégationnix, livre cette information à son amoureux Comix, fils de Tournedix. Le jeune homme part en Armorique chercher des renforts au village d'Abraracourcix, ami de son père.
Astérix, Obélix, Idéfix et Panoramix partent donc pour ce village. Entretemps, le traître Acidenitrix négocie secrètement avec Tullius Cumulonimbus, centurion d'un camp romain voisin, la capture des habitants de la moitié gauche du village pour en faire des esclaves. Les Romains arrivent au village pour prendre possession de leurs esclaves, mais, accueillis par Ségrégationnix qui refuse de leur livrer ses compatriotes, ils capturent celui-ci et les villageois de la moitié droite.
Astérix, Obélix, Idéfix et Panoramix se rendent au camp romain pour les délivrer en se faisant passer pour des esclaves volontaires. Mais Panoramix oublie sur le sol une fiole de potion revigorante utilisée pour remettre sur pied la sentinelle qu'Obélix a assommée par erreur, et Acidenitrix s'en empare. Les Gaulois, grâce à leur ruse et à la potion magique, délivrent les prisonniers, qui rentrent au village. Acidenitrix entre dans le camp romain en ruine et fait boire le contenu de la fiole à toute la garnison assommée, espérant l'inciter à attaquer le village. La nuit, il vole la marmite de potion magique que le druide a préparée en cas d'attaque romaine, et retourne auprès des Romains pour la leur distribuer, non sans en avoir bu lui-même.
Les Romains, abreuvés à la fois de potion revigorante et de potion magique, lancent l'attaque, mais la bataille tourne court car le mélange des potions les fait gonfler comme des ballons, puis rapetisser à la taille d'une souris. Ils sont forcés de battre en retraite.
Acidenitrix, qui n'a pas pris part à la bataille, en a profité pour kidnapper Fanzine et exige une rançon. Comix, Astérix, Obélix et Idéfix partent à leur recherche et les trouvent dans le bateau des pirates qui naviguent sur le fleuve voisin. Le navire coule à cause des dégâts provoqués par le combat entre Comix et Acidenitrix ; ce dernier est catapulté d'un coup de poing jusque dans le camp romain, où le centurion Cumulonimbus fait de lui son esclave.
Pour régler la situation dans le village, a lieu un duel entre Tournedix et Ségrégationnix, arbitré par Astérix ; il dure toute la nuit. Au matin, l'issue du combat est incertaine, les deux chefs s'étant mutuellement assommés et épuisés. Astérix déclare le match nul et, propose de désigner comme nouveau chef Comix et comme épouse de chef son aimée Fanzine. Les villageois, ravis, portent en triomphe le jeune couple.
Le fossé est ensuite comblé par l'eau détournée d'une rivière voisine. On célèbre les noces de Comix et Fanzine. Astérix, Obélix, Idéfix et Panoramix quittent les villageois réconciliés et rentrent dans leur village, où un banquet fête leur retour.

## Personnages principaux
- Les habitants du village gaulois, dont :
  - Astérix, guerrier,
  - Obélix, livreur de menhir,
  - Idéfix, chien d'Obélix,
  - Abraracourcix, chef du village,
  - Bonemine, épouse d'Abraracourcix,
  - Ordralphabétix, poissonnier,
  - Cétautomatix, forgeron,
  - Agecanonix, vieillard,
  - Panoramix, druide,
  - Assurancetourix, barde,
- Les habitants du village du Grand Fossé, dont :
  - Tournedix, chef de la moitié gauche du village, ami d'Abraracourcix,
  - Ségrégationnix, chef de la moitié droite du village,
  - Comix, fils de Tournedix,
  - Fanzine, fille de Ségrégationnix,
  - Acidenitrix, conseiller de Ségrégationnix,
  - Aniline, nourrice de Fanzine,
  - Théorix, villageois dont la maison est coupée en deux par le fossé,
  - Racinecubix, garde de l'entrée du village,
- Les Romains du camp près du village au grand fossé, dont :
  - légionnaires, dont Saudepus,
  - Tullius Cumulonimbus, centurion,
  - Tadevirus, décurion,
- Les pirates, dont :
  - Barbe-Rouge (non nommé), chef des pirates,
  - Triple-Patte (non nommé), pirate unijambiste disant des citations latines,
  - Baba (non nommé), vigie des pirates.

## Analyse

### Scénario

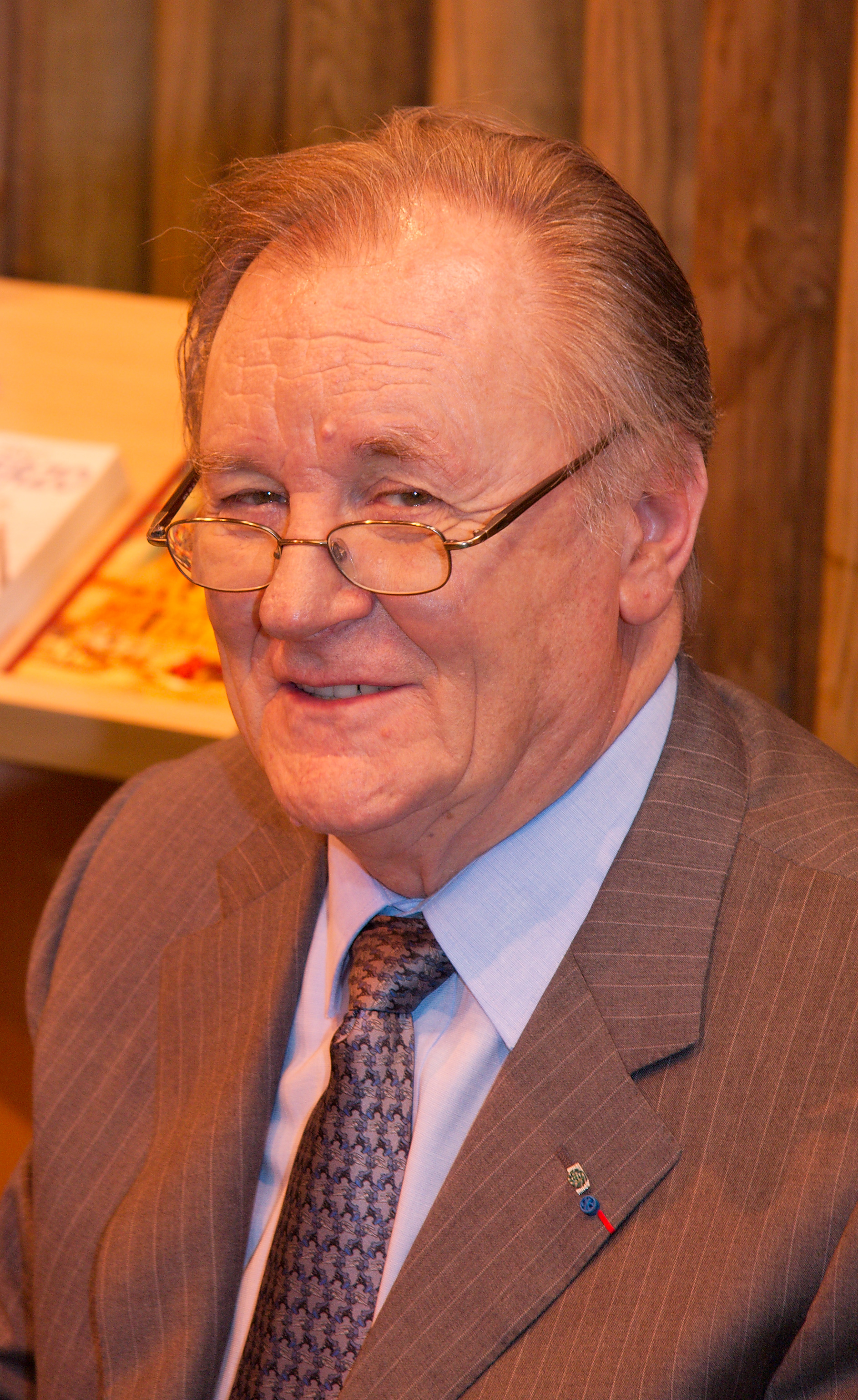
Albert Uderzo, dessinateur et dès lors scénariste dAstérix après le décès de René Goscinny en 1977.

Dans ce premier album sans René Goscinny, décédé en 1977, Albert Uderzo, dessinateur et désormais scénariste, imagine un village coupé en deux par un fossé, qui constitue une référence directe au mur de Berlin : « Quant aux Allemands, ils furent très étonnés lorsque je leur ai dit de quoi il s'agissait en fait : du mur de Berlin. Ce grand fossé est une référence directe à cette période de l'histoire. J'ai trouvé plus amusant de transformer le mur en fossé. ».
La séparation du village en un « quartier droit » et un « quartier gauche » (expressions utilisées dans la cinquième planche de l'album) évoque aussi le clivage politique de la France, traditionnellement divisée entre la gauche et la droite. De fait, le clan gauche applique un système de salaire minimum appelé « Sesterce Minimum d'Intérêt Gaulois » (SMIG), parodiant le Salaire Minimum Interprofessionnel Garanti (SMIG), sigle correspondant au nom que porte jusqu'en 1970 l'actuel Salaire Minimum Interprofessionnel de Croissance (SMIC).
Le village rappelle aussi celui de Mödlareuth, village frontière entre la Thuringe et la Bavière en Allemagne : située à mi-chemin entre Berlin et Munich, cette localité a été coupée en deux par la frontière interallemande renforcée par un mur en béton, tout comme le mur de Berlin. Le village est traversé par le ruisseau Tannbach, qui depuis longtemps constituait la frontière administrative entre les différentes entités religieuses et politiques en Thuringe et en Bavière, ruisseau qui rappelle le fossé comblé à la fin de l'album.
L'amour contrarié de Comix et Fanzine, chacun étant l'enfant de l'un des deux chefs rivaux, rappelle la situation de la pièce de William Shakespeare Roméo et Juliette.

### Locutions latines
- Ad augusta per angusta (Vers les sommets par des chemins étroits) : phrase prononcée par le pirate Triple-Patte.
- Una salus victis, nullam sperare salutem (La seule chance de salut pour les vaincus, c'est de n'espérer aucun salut) : phrase prononcée par le pirate Triple-Patte.

## Tirage
Tirage original : 1 700 000 exemplaires.